# جيف هووك
جيف هووك (بالإنجليزية: Jeff Hook)‏ هو فنان ورسام كارتون أسترالي، ولد في 27 ديسمبر 1928 في هوبارت في أستراليا، وتوفي في 20 يوليو 2018 في ملبورن في أستراليا.